# Les Petits Formats
Les Petits Formats est la cinquante-quatrième histoire de la série Spirou et Fantasio d'André Franquin et Jean Roba. Elle est publiée pour la première fois dans Le Parisien Libéré, du 3/4 septembre 1960 au 14/15 janvier 1961.

## Univers

### Synopsis
À Champignac, Fantasio disparaît alors qu'il était en train de préparer un « extraordinaire reportage ». Parti à sa recherche, Spirou trouve une étrange statuette à l'effigie de son ami. En observant l'objet avec plus d'attention, Spirou réalise qu'il s'agit du corps statufié miniaturisé de Fantasio. 
Après avoir mis son ami à l'abri — et surtout, hors d'atteinte des facéties du marsupilami —, Spirou découvre dans les papiers personnels de Fantasio que celui-ci avait rendez-vous avec un certain docteur Solfatare, pour une interview au sujet de sa « grande collection de miniatures ». 
Empli de soupçons, Spirou poursuit son enquête en se rendant chez Solfatare. Dans le salon du docteur, il aperçoit diverses statuettes d'animaux dans une vitrine, ce qui le persuade qu'il a bien affaire à une espèce de « savant fou », émule des Jivaros, réducteurs de têtes. Très en colère, il accuse Solfatare d'avoir fait disparaître son ami. Le docteur réplique que, certes, il avait bien pris contact avec un certain Fantasio, mais que ce dernier n'est jamais venu au rendez-vous. Doutant de la sincérité de Solfatare, Spirou revient la nuit suivante pour fouiller la maison, mais il est surpris par le docteur. Après quelques péripéties où Spirou brise de merveilleuses reproductions miniatures de meubles du propre salon du docteur, Solfatare réussit à expliquer qu'il n'a pas créé ces miniatures, mais les a obtenues auprès de Flashback, un photographe nouvellement installé à Champignac.
Spirou alerte le comte de Champignac qui revient de voyage à ce moment, et qui découvre au microscope que la prétendue réduction du corps de Fantasio n'est qu'une excellente imitation. Sans attendre les conclusions du comte, Spirou part chez le photographe et menace Flashback. Le comte le rattrape, le calme et lui révèle qu'il ne s'agit que d'une photo en trois dimensions. Pris de remords, Flashback leur avoue que ce n'est pas Solfatare, mais lui, le responsable de la disparition de Fantasio : il lui a proposé d'être le premier humain à tester sa nouvelle invention. Malheureusement, son appareil photographique 3D révolutionnaire n'étant pas tout à fait au point, son flash trop puissant a rendu Fantasio amnésique !
Après une rapide enquête, Spirou et le comte apprennent que leur ami est inconsciemment monté dans un train jusqu'à Noireville, puis qu'un chauffeur de camion l'a emmené à Saint-Julien. Là, ils le retrouvent errant, en train de dérober de la nourriture, et incapable de reconnaître ses amis. Poursuivi par des commerçants en colère, car victimes de ses chapardages, Fantasio saute sur un carrousel, et perd finalement connaissance, ce qui permet à ses amis de le ramener et de prendre soin de lui. Le comte de Champignac lui rend la mémoire grâce à un de ses appareils, puis corrige les anomalies de l'invention de Flashback, afin que celle-ci ne soit plus dangereuse.
Spirou demande alors à Flashback des photos en 3D de lui, Fantasio, Spip et du marsupilami pour les offrir au docteur Solfatare, en guise d'excuses pour l'avoir injustement accusé. C'est ainsi que, mis au courant de toute l'histoire, le docteur Solfatare lui pardonne volontiers son erreur. L'aventure s'achève de manière burlesque : le maire de Champignac-en-Cambrousse demande à Flashback une photo géante à son effigie, et en trois dimensions. Malheureusement, ainsi que le prévoyait le comte, le matériau des photos en 3D n'étant pas capable de supporter le poids d'un agrandissement, celle-ci, trop lourde, s'écroule.

### Personnages
- Spirou
- Fantasio
- Spip
- Le marsupilami
- Le comte de Champignac
- Flashback (première apparition)
- Le docteur Solfatare (première apparition)
- Le Maire de Champignac
- Dupilon

Planche 17c, on voit également apparaître, sur les vignettes 1 et 2 – alors que Fantasio erre, amnésique, dans une fête foraine –, Boule et son père (de la série Boule et Bill de Roba), le père utilisant un fusil à un stand de tir.

## Publication

### Revues
L'histoire est publiée pour la première fois dans Le Parisien libéré en 1960-61 (du numéro 4973 au 5087), et une nouvelle fois dans Spirou, du no 1273 au no 1302.